# Poplar (Londres)
Pour les articles homonymes, voir Poplar.
Poplar est un quartier de Londres, dans la circonscription (borough) de Tower Hamlets. Il est situé dans l'East End, limitrophe du centre d'affaires des Docklands. Par contraste avec les gratte-ciel et condominiums du quartier voisin, Poplar s'efforce de combattre des privations prononcées. Une bonne partie de la population de Poplar habite des logements sociaux.
Comme le reste de l'East End, Poplar est un fief du parti travailliste. La députée pour la circonscription de Poplar et Limehouse est Apsana Begum. Récemment, l'East End a vu une petite reprise de l'extrême gauche, sous les espèces du Respect Party. En 2005, le candidat du Respect est y arrivé en troisième place, avant le candidat des Liberal Democrats. En 2007, le parti a consolidé sa position sur le conseil municipal. Les médias généralement attribuent cette reprise à l'opposition à la guerre d'Irak de la communauté bengalie.